# 전하결합소자
전하결합소자(電荷結合素子, 영어: charge-coupled device, CCD)는 빛을 전하로 변환시켜 화상(畵像)을 얻어내는 센서이다. 1969년 조지 E. 스미스와 윌러드 보일이 공동개발하였다. CCD는 여러 개의 축전기(Condenser)가 쌍으로 상호 연결되어 있는 회로로 구성되어 있고, 회로 내의 각 축전기는 자신 주변의 축전지로 충적된 전하를 전달한다. CCD는 디지털 스틸 카메라, 광학 스캐너, 디지털 비디오 카메라와 같은 장치의 주요 부품으로 사용된다.
CCD 칩은 많은 광다이오드 들이 모여있는 칩이다. 각각의 광다이오드에 빛이 비추어지면 빛의 알갱이 즉 광자의 양에 따라 전자가 생기고 해당 광다이오드의 전자량이 각각 빛의 밝기를 뜻하게 되어 이 정보를 재구성함으로써 화면을 이루는 이미지 정보가 만들어진다.

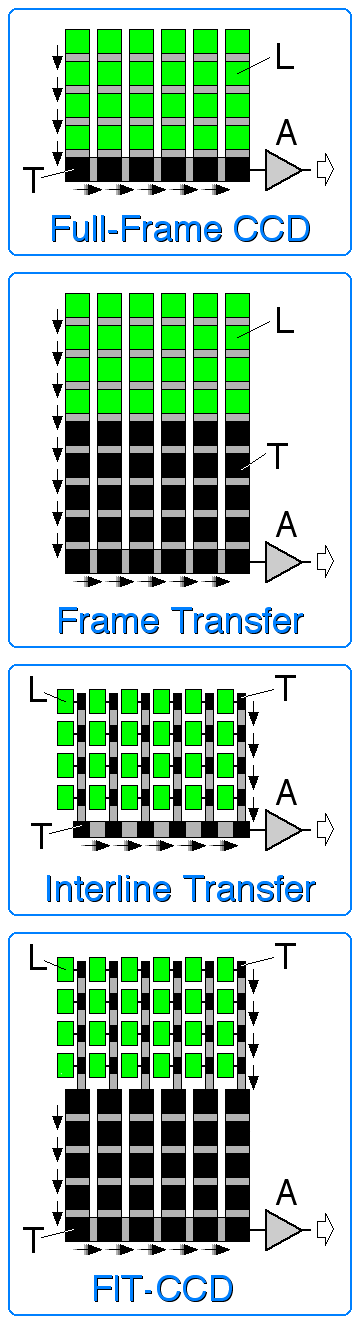
CCD-Typen.
L - 광다이오드,
T - Transfer-Register,
A - 읽어온 값을 증폭시키는 증폭기

각각의 광다이오드에 생성된 전자의 양을 전달하기 위해서 여러 가지 방법이 쓰이는데 크게 Interline Transfer, Frame Transfer, Frame-Interline Transfer, Fullframe 등의 방법이 있다.
Interline Transfer 방식은 광다이오드의 약 30% 가량의 크기를 가진, 전자들을 전달할 수 있는 레지스터가 각각의 광다이오드 바로 옆이나 혹은 각각의 광다이오드 바로 위에 붙어있는 형식으로 이 레지스터는 빛으로부터 가려지도록 되어 있다.

### 센서 크기
소형 디지털 카메라와 디지털 캠코더는 일반적으로 디지털 SLR에 비해 더 작은 크기의 센서를 가지고 있으므로 빛에 덜 민감하고 노이즈에 영향을 더 받는다. 현대의 카메라에서 찾을 수 있는 CCD의 몇 가지 예를 보려면 Digital Photography Review의 이 표를 참고하라.
| 종류   | 가로세로비 | 너비 mm | 높이 mm | 대각선 mm | 영역 mm2 | 상대 영역 |
| ------ | ---------- | ------- | ------- | --------- | -------- | --------- |
| 1/6"   | 4:3        | 2.300   | 1.730   | 2.878     | 3.979    | 1.000     |
| 1/4"   | 4:3        | 3.200   | 2.400   | 4.000     | 7.680    | 1.930     |
| 1/3.6" | 4:3        | 4.000   | 3.000   | 5.000     | 12.000   | 3.016     |
| 1/3.2" | 4:3        | 4.536   | 3.416   | 5.678     | 15.495   | 3.894     |
| 1/3"   | 4:3        | 4.800   | 3.600   | 6.000     | 17.280   | 4.343     |
| 1/2.7" | 4:3        | 5.270   | 3.960   | 6.592     | 20.869   | 5.245     |
| 1/2"   | 4:3        | 6.400   | 4.800   | 8.000     | 30.720   | 7.721     |
| 1/1.8" | 4:3        | 7.176   | 5.319   | 8.932     | 38.169   | 9.593     |
| 2/3"   | 4:3        | 8.800   | 6.600   | 11.000    | 58.080   | 14.597    |
| 1"     | 4:3        | 12.800  | 9.600   | 16.000    | 122.880  | 30.882    |
| 4/3"   | 4:3        | 22.500  | 18.000  | 28.814    | 405.000  | 101.784   |

| 종류  | 가로세로비 | 너비 mm | 높이 mm | 대각선 mm | 영역 mm2 | 상대 영역 |
| ----- | ---------- | ------- | ------- | --------- | -------- | --------- |
| APS-C | 3:2        | 25.100  | 16.700  | 30.148    | 419.170  | 105.346   |
| 35mm  | 3:2        | 36.000  | 24.000  | 43.267    | 864.000  | 217.140   |
| 645   | 4:3        | 56.000  | 41.500  | 69.701    | 2324.000 | 584.066   |

## 같이 보기
- 시모스 이미지 센서